# الریحان (ریف دمشق)
الریحان (به عربی: الريحان) یک روستا در سوریه است که در استان ریف دمشق واقع شده‌است.
 الریحان  ۴٬۰۹۹ نفر جمعیت دارد.